# ラピドKL2000形電車
ラピドKL2000形電車(ラピドKL2000がたでんしゃ)は、2015年1月より営業運転を開始したラピドKLのLRT車両である。

## 概要
アンパン線の1000形の置き換えと増備を目的に製造され、2016年12月までに30編成が本車両に置き換えられた。
50編成(150両)が在籍している。

### 車体
2車体3台車の連接車で、3両編成で運行される。車体はアルミニウム合金製、塗装も1000形とは異なっている。ドアはプラグドアで、開閉時にドアチャイムが鳴る。

### 車内
内装は白を基調とし、床材は灰色である。座席はオールロングシートで、ステンレス製。車内は明るく清潔感のある印象である。

### 台車・機器
制御装置は株洲南車時代電気のIGBT-VVVFインバータ制御である。台車はボルスタレスで、連接台車を除き集電靴が設置されている。